# Xã Kedron, Quận Woodbury, Iowa
Xã Kedron (tiếng Anh: Kedron Township) là một xã thuộc quận Woodbury, tiểu bang Iowa, Hoa Kỳ. Năm 2010, dân số của xã này là 750 người.